# Biflustra irregulata
Biflustra irregulata är en mossdjursart som först beskrevs av Liu 1991.  Biflustra irregulata ingår i släktet Biflustra och familjen Membraniporidae. Inga underarter finns listade i Catalogue of Life.